# Albert Métin
Albert Émile Métin est un homme politique français, né le 28 janvier 1871 à Besançon (Doubs) et mort le 15 août 1918 à San Francisco (États-Unis). Il est inhumé au cimetière des Chaprais de Besançon.

## Biographie

### Jeunesse et études
Albert Métin étudie à Besançon. Il quitte cette ville pour effectuer son lycée au lycée Louis-le-Grand, à Paris. Il suit des études d'histoire et est reçu à l'agrégation d'histoire. Il obtient une bourse de l'université de Paris et voyage dans le monde entier, avant de revenir en France et d'obtenir un doctorat en mars 1908,.

### Parcours professionnel
Une fois reçu à l'agrégation, il enseigne d'abord à l'École nationale de la France d'outre-mer et est examinateur à l'École navale. Il enseigne ensuite à HEC Paris, à l'École normale supérieure de Saint-Cloud et au Conservatoire national des arts et métiers.

### Parcours politique
En 1906, Georges Clemenceau crée le ministère du Travail. Métin devient directeur de cabinet du premier ministre nommé à ce poste, René Viviani.
En 1909, Albert Métin est élu député du Doubs. Il demeure à cette fonction jusqu'en 1918. Il est plusieurs fois nommé, durant sa députation, au gouvernement. Il est ministre du Travail et de la Prévoyance Sociale du 9 décembre 1913 au 9 juin 1914 dans le gouvernement Gaston Doumergue (1), puis ministre du Travail et de la Prévoyance Sociale du 29 octobre 1915 au 12 décembre 1916 dans le gouvernement Aristide Briand (5).
Le 14 décembre 1916, il est nommé sous-secrétaire d'État aux Finances, et il conserve ce poste jusqu'au 17 août 1917 dans les gouvernements Aristide Briand (6) et Alexandre Ribot (5). Il finit sa carrière ministérielle comme sous-secrétaire d'État au Blocus du 17 août au 16 novembre 1917 dans les gouvernements Alexandre Ribot (5) et Paul Painlevé (1).

### Parcours militaire
En août 1914, à la mobilisation générale, il rejoint son corps d'appartenance, le 54e régiment d'infanterie territoriale. Sous-lieutenant, il y reste jusqu'en octobre 1915 où il est appelé au gouvernement comme Ministre du Travail et de la Prévoyance Sociale.

## Œuvres
- Le Socialisme en Angleterre. Paris, Félix Alcan, 1897
- La transformation de l'Égypte, Paris Félix Alcan, 1903
- L'Inde d'aujourd'hui, Paris, Armand Colin, 1903
- La Colombie britannique, Paris, Armand Colin, 1908
- L'Indochine et l'opinion, Paris, H. Dunot & E. Pinat, 1916

## Sources
1. 1 2  Guillaume Davranche, « MÉTIN Albert  [MÉTIN Emile, Georges, Albert] », dans Dictionnaire des anarchistes, Maitron/Editions de l'Atelier, 12 novembre 2022 (lire en ligne)
2. 1 2  « Besançon - Centenaire 1914-1918. Albert Métin : la mort brutale d’un homme d’État », sur www.estrepublicain.fr (consulté le 20 juillet 2023)
3. ↑  Revue de l'Enseignement Francais Hors de France, 1908 (lire en ligne)
4. ↑  Revue des cours scientifiques de la France et de l'étranger, 1906 (lire en ligne)

- « Albert Métin », dans le Dictionnaire des parlementaires français (1889-1940), sous la direction de Jean Jolly, PUF, 1960 [détail de l’édition]
- Sa fiche matriculaire sur le site des archives du Doubs